# J.J. Dillon
J.J. Dillon, pseudonimo di James Morrison (Trenton, 26 giugno 1942), è un ex wrestler, manager di wrestling e commentatore di show di wrestling statunitense.
Era noto soprattutto come J.J. Dillon, storico manager heel della stable dei Four Horsemen.

## Carriera
J.J. Dillon ebbe una lunga carriera da lottatore, vincendo numerosi titoli in carriera. Debuttò al Madison Square Garden il 23 aprile 1984 sfidando Tito Santana per il WWF Intercontinental Heavyweight Championship, ma perdendo il match per schienamento.
Viene però maggiormente ricordato nel ruolo di manager. Diresse svariati wrestler nella NWA conducendoli alla conquista di titoli sia singoli che di coppia. Dillon acquisì la fama come manager dei Four Horsemen costituiti da "Nature Boy" Ric Flair, Tully Blanchard, Arn Anderson, Ole Anderson, Lex Luger, e Barry Windham. Dopo aver lasciato la WCW nel febbraio 1989, Dillon lavorò dietro le quinte per la WWF fino al 1997. Il 21 aprile 1997, tornò in WCW come commissioner, carica che ricoprì fino alla fine del 1998. Nel 2003 ebbe un breve stint come rappresentante NWA nella Total Nonstop Action Wrestling.
Nel 2009, fece un'apparizione a sorpresa durante Deaf Wrestlefest 2009 per combattere insieme a "Beef Stew" Lou Marconi e "Handsome" Frank Staletto in un six-man tag team match contro "Franchise" Shane Douglas, Dominic DeNucci e Cody Michaels.
Il 31 marzo 2012 è stato ammesso alla WWE Hall of Fame in qualità di membro dei Four Horsemen. Nel 2014 è stato introdotto anche nella NWA Hall of Fame.
Sin dal 4 gennaio 2015, Dillon ha svolto l'attività di commentatore televisivo per la First State Championship Wrestling.

## Personaggio

### Wrestler assistiti
- Abdullah the Butcher
- The Mongolian Stomper
- Brute Bernard
- Buddy Landell
- Moondog Mayne
- Ox Baker
- Waldo Von Erich
- David Von Erich[5]
- Thunderfoot
- Butch Reed
- Kamala

### Tag team & stable assistiti
- The Four Horsemen
- The Long Riders

## Titoli e riconoscimenti
- Cauliflower Alley Club
  - Other inductee (2007)
- Central States Wrestling
  - NWA Central States Tag Team Championship (1) – con Buzz Tyler
- Championship Wrestling from Florida
  - NWA Florida Heavyweight Championship (1)
  - NWA Florida Tag Team Championship (1) - con Roger Kirby
  - NWA Florida Television Championship (1)
- Eastern Sports Association
  - ESA International Heavyweight Championship (1)
  - ESA International Tag Team Championship (1) - con Freddie Sweetan
  - ESA North American Heavyweight Championship (1)
- George Tragos/Lou Thesz Professional Wrestling Hall of Fame
  - Lou Thesz Award (2016)[6]
- NWA Western States Sports
  - NWA International Heavyweight Championship (Amarillo version) (1)
  - NWA Western States Television Championship (1)
- NWA Hall of Fame
  - Classe del 2014
- Georgia Championship Wrestling
  - NWA Macon Heavyweight Championship (1)[7]
- Professional Wrestling Hall of Fame
  - Classe del 2013[8]
- Pro Wrestling Illustrated
  - PWI Manager of the Year (1982, 1983, 1988)
- World Wrestling Entertainment
  - WWE Hall of Fame (Classe del 2012)[9]